# Aérodrome Meidl de Fertőszentmiklós
L’aérodrome Meidl (hongrois : Meidl Airport Fertőszentmiklós) (code OACI : LHFM) est un petit aéroport situé sur le territoire de la localité de Fertőszentmiklós dans le comitat de Győr-Moson-Sopron en Hongrie.
L'aéroport se situe à 2 kilomètres avant Fertőszentmiklós en allant depuis Sopron en direction de Győr, non loin de la frontière avec l'Autriche. Vu la longueur de la piste, seuls les petits appareils peuvent y atterrir. 
Il offre la possibilité de faire des promenades et des photos aériennes ainsi que du saut en parachute. La formation de pilote est également proposée. Grâce à sa proximité avec l'Autriche, des touristes étrangers peuvent également s'y poser.

## Situation
| \| 50 km1:5 636 000 \| Fertőszentmiklós Győr-Pér Siófok-Kiliti Szeged Hévíz-Balaton Budapest-Ferenc Liszt Debrecen Pécs-Pogány Kecskemét |
| 50 km1:5 636 000 |